# Sandvikens distrikt
Sandvikens distrikt är ett distrikt i Sandvikens kommun och Gävleborgs län. Distriktet ligger omkring Sandviken i mellersta Gästrikland. 

## Tidigare administrativ tillhörighet
Distriktet inrättades 2016 och utgörs av området som Sandvikens stad omfattade till 1971, området som före 1943 utgjorde Sandvikens köping och Högbo socken.
Området motsvarar den omfattning Sandvikens församling hade 1999/2000.

## Tätorter och småorter
I Sandvikens distrikt finns två tätorter och fyra småorter.

### Tätorter
- Sandviken (del av)
- Östanå

### Småorter
- Boänge
- Högbo
- Lövbacken
- Västanåsen